# 烏臼油
烏臼油（うきゅうゆ）は、トウダイグサ科のナンキンハゼ (Triadica sebifera) の種子から得られる植物油の一種である。絵画やニスにおいて乾燥剤として使用されている。また、石鹸・ろうそくの原料や、薬用（腫物、皮膚病）とされる。